# Koncz Zsuzsa (fotóriporter)
Koncz Zsuzsa (Budapest, 1941. november 19. – Budapest, 2012. április 17.) magyar fotóriporter, a színházi élet jelentős, számos magyar és külföldi díjat nyert fotósa.

## Élete
1963-tól dolgozott a Film Színház Muzsika című lapnak, egészen annak 1990-es megszűnéséig. Ezután a Színház folyóirat munkatársa, 1999-től képszerkesztője volt.
Színházi próbákat, filmforgatásokat fényképezett, a kor számos művészét örökítette meg fekete-fehér portréin.
Első önálló kiállítását 1979-ben rendezte, első saját albuma 2000-ben jelent meg a Fényképtár sorozatban.
Az 1990-es években dokumentarista, szociografikus riportokat is készített, az évtized közepétől pedig táncfotózással is foglalkozott.
A világon elsőként fotózta le gyermeke születését.

## Elismerései
Elnyerte a Hungart Alkotói Ösztöndíjat és az NKA Alkotói Ösztöndíját, a Magyar Sajtófotó pályázatának többszörös díjazottja.
- Balogh Rudolf-díj (2001)
- A Magyar Köztársasági Érdemrend lovagkeresztje (2008)